# Przestrzeń adresowa
Przestrzeń adresowa – mapa możliwej do zaadresowania przez proces pamięci. Nie cały jej obszar musi mieć swój odpowiednik w pamięci fizycznej, co jest implementowane za pomocą pamięci wirtualnej. W skład przestrzeni adresowej procesu wchodzą najczęściej:
- kod wykonywalny procesu
- pamięć dzielona
- dane zainicjowane
- dane niezainicjowane (tzw. sekcja BSS)
- biblioteki dynamiczne
- stos
- sterta
- obiekty (pliki) odwzorowane w obszarze pamięci wirtualnej procesu za pomocą wywołań typu mmap()

W skład przestrzeni adresowej mogą wchodzić także kod i dane jądra systemu operacyjnego oraz kod wykonywalny znajdujący się pod adresami wektorów przerwań mikroprocesora, aczkolwiek procedury sprzętowej ochrony pamięci (MMU) mikroprocesora mogą zapobiegać dostępowi do nich z aktualnego poziomu uprzywilejowania procesu.